# Chrono des Nations-Les Herbiers-Vendée 2024
Cet article concerne l'édition masculine du Chrono des Nations-Les Herbiers-Vendée. Pour la course féminine, voir Chrono des Nations-Les Herbiers-Vendée féminin 2024.
 (février 2025).
Si vous disposez d'ouvrages ou d'articles de référence ou si vous connaissez des sites web de qualité traitant du thème abordé ici, merci de compléter l'article en donnant les références utiles à sa vérifiabilité et en les liant à la section « Notes et références ».
Le Chrono des Nations-Les Herbiers-Vendée 2024 est la 42e édition de cette course cycliste disputée contre-la-montre, la 18e sous ce nom adopté en 2006. Il a lieu aux Herbiers en Vendée (France) le 13 octobre 2024 et fait partie du calendrier UCI Europe Tour 2024 dont il est la dernière course de la saison.

## Présentation
Le Chrono des Nations-Les Herbiers-Vendée est disputé par huit catégories de cyclistes : quatre chez les hommes (élites, espoirs, juniors et cadets) et quatre chez les femmes (élites, espoirs, juniors et cadettes).

## Résultats hommes élites[1],[2]
| n° | Coureur               | Équipe              | Temps        |
| -- | --------------------- | ------------------- | ------------ |
| 1  | Stefan Küng           | Groupama-FDJ        | 51 min 53 s  |
| 2  | Jay Vine              | UAE Emirates        | à 4 s        |
| 3  | Johan Price-Pejtersen | Bahrain Victorious  | à 5 s        |
| 4  | Mikkel Bjerg          | UAE Emirates        | à 28 s       |
| 5  | Alec Segaert          | Lotto Dstny         | à 1 min 8 s  |
| 6  | Thibault Guernalec    | Arkéa-B&B Hotels    | à 1 min 27 s |
| 7  | Pierre Latour         | TotalEnergies       | à 1 min 39 s |
| 8  | Miguel Heidemann      | Felt Felbermayr     | à 2 min 21 s |
| 9  | Eddy Le Huitouze      | Groupama-FDJ        | à 2 min 23 s |
| 10 | Julian Borresch       | Rembe Pro Sauerland | à 2 min 59 s |

## Résultats dames élites
Voir Chrono des Nations-Les Herbiers-Vendée féminin 2024